# بورین پوینت، کوئینزلند
بورین پوینت (به انگلیسی: Boreen Point) یک منطقهٔ مسکونی در استرالیا است که در کوئینزلند واقع شده‌است.